# Tortura

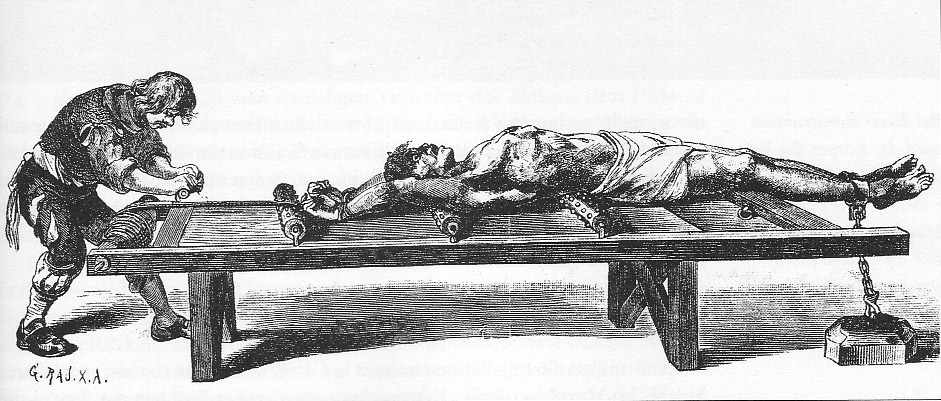
Representació medieval d'un procés de tortura.

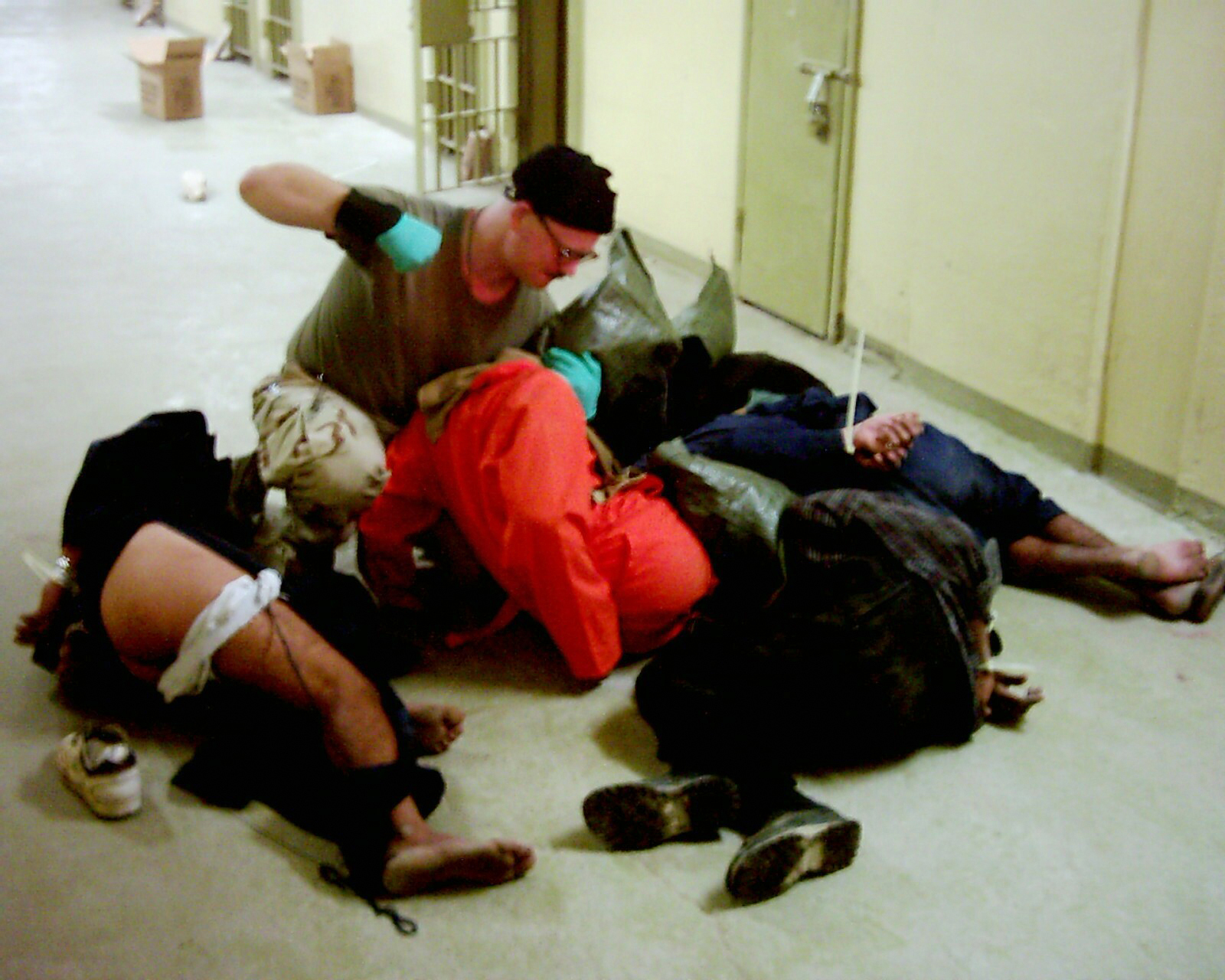
Tortures realitzades a la presó d'Abu Ghraib.

La tortura és l'acte d'infligir deliberadament dolor físic o psicològic greus i possiblement lesions a una persona (o animal), en general sota el control o custòdia del torturador, i on el torturat és incapaç de defensar-se del què se li fan. La tortura l'han realitzat o autoritzat individus, grups i estats al llarg de la història des de l'antiguitat fins als nostres dies, i les formes de tortura poden variar molt en durada (des de només uns pocs minuts a diversos dies o fins i tot més temps). Les raons per a la tortura poden incloure el càstig, la venjança, la reeducació política o religiosa, la dissuasió, l'interrogatori o la coacció de la víctima o d'un tercer, o simplement la satisfacció sàdica dels que duen a terme la tortura o l'observen. El torturador pot o no tenir la intenció de matar o ferir a la víctima, però de vegades la tortura és deliberadament fatal i pot precedir un assassinat o servir com una forma cruel de la pena de mort. En altres casos, el torturador pot ser indiferent a la condició de la víctima. Alternativament, algunes formes de tortura estan dissenyades per infligir dolor psicològic i deixar el menor dany físic o proves de la tortura, tot aconseguint un gran patiment. Depenent de l'objectiu, fins i tot una forma de tortura que és intencionalment fatal pot ser perllongada per permetre que la víctima pateixi el major temps possible (com el mig penjament).
Encara que històricament la tortura va ser sancionada per alguns estats, és durant el segle XX i el XXI quan la tortura ha estat prohibida pel dret internacional i pel dret intern de la majoria dels països. Es considera que és una violació dels drets humans, i es declara que és inacceptable en l'article 5 de la Declaració Universal dels Drets Humans de l'ONU. Els signataris dels Convenis de Ginebra de 1949 i els Protocols Addicionals I i II de 8 de juny de 1977 coincideixen oficialment en no torturar a les persones capturades en els conflictes armats, ja siguin nacionals o internacionals. La tortura també està prohibida per la Convenció de Nacions Unides contra la Tortura, que ha estat ratificat per 156 països.
Les prohibicions legals nacionals i internacionals sobre la tortura es deriven d'un consens en què la tortura i altres maltractaments són immorals. Malgrat aquestes convencions internacionals, les organitzacions que vigilen els abusos dels drets humans (per exemple, Amnistia Internacional, el Consell Internacional de Rehabilitació de les Víctimes de la Tortura, etc.) informen de l'ús generalitzat en diferents estats en moltes regions del món. Amnistia Internacional calcula que almenys 81 governs del món en l'actualitat practiquen la tortura, alguns d'ells obertament. Històricament, en aquells països on la tortura va ser recolzada legalment i tolerada oficialment, disposen de dispositius i tècniques de tortura extraordinàriament enginyoses.

## Ús de la tortura per les autoritats
Antigament, la tortura s'utilitzava habitualment i obertament per les autoritats, fins i tot en processos judicials. Per exemple, durant la Inquisició, la tortura es va utilitzar per a forçar a qui eren acusats d'heretges a reconèixer la seva culpa, i era considerada un mitjà legítim per a obtenir confessions i informacions per part dels sospitosos.
Aquest ús de la tortura és àmpliament considerat com ineficaç, ja que la víctima confessarà sigui certa l'acusació o no, i fins i tot inventarà fets amb la condició de fer cessar la tortura. El Manual de camp de l'exèrcit dels EUA, Agustí d'Hipona, Napoleó Bonaparte entre altres axí ho afirmen.
La tortura segueix sent un mètode de repressió comuna en els règims totalitaris, organitzacions terroristes i el crim organitzat. Fins i tot en les societats democràtiques occidentals, els cossos policials i militars, recorren ocasionalment a la tortura amb la connivència del govern.

## Definicions
La tortura es defineix com la inflicció deliberada de dolor o sofriment sever a algú sota el control de l'autor. El tractament s'ha d'infligir amb una finalitat concreta, com ara el càstig i l'obligació de la víctima a confessar o proporcionar informació. La definició proposada per la Convenció de les Nacions Unides contra la Tortura només considera la tortura realitzada per l'estat. La majoria dels sistemes legals inclouen agents que actuen en nom de l'estat, i algunes definicions afegeixen grups armats no estatals, crim organitzat o particulars que treballen en instal·lacions supervisades per l'estat (com ara hospitals). Les definicions més àmplies engloben qualsevol persona com a autor potencial. El llindar de gravetat en què el tractament es pot classificar com a tortura és l'aspecte més controvertit de la seva definició; la interpretació de la tortura s'ha ampliat amb el temps. Un altre enfocament, preferit per estudiosos com Manfred Nowak i Malcolm Evans, distingeix la tortura d'altres formes de tractament cruel, inhumà o degradant en considerar només el propòsit del torturador, i no la gravetat. Altres definicions, com la de la Convenció Interamericana per prevenir i sancionar la tortura, se centren en l'objectiu del torturador "d'esborrar la personalitat de la víctima".

## La tortura a l'ordenament jurídic espanyol
La constitució espanyola de 1978 estipula a l'article 15 que la vida i la integritat física i moral és un dret fonamental de les persones; en cap cas es pot sotmetre una persona a tortures ni a penes o tractes inhumans o degradants. El principi d'humanitat de les penes en l'àmbit del Dret penal exclou la tortura com a càstig penal.

## Mètodes i dispositius de tortura
Alguns instruments i mètodes de tortura han estat el tripalium o la crucifixió, d'altres són l'aixafacaps, la bota malaia, el cep, el cep xinès, el bressol de Judes, l'empalament, la flagel·lació, l'ús de la serra o les tenalles.

## Efectes
Les conseqüències de la tortura van molt més enllà del dolor immediat. Moltes de les víctimes pateixen de trastorn per estrès posttraumàtic, que inclou símptomes com els flashbacks (o pensaments intrusius), ansietat severa, insomni, malsons, depressió i lapses de memòria. Les víctimes de tortura sovint senten culpa i vergonya, provocada per la humiliació que han patit. Molts senten que han traït a si mateixos o als seus amics i familiars. Tots aquests símptomes són respostes humanes normals a un tractament anormal i inhumà.

## Opinió pública
Els estudis han descobert que la majoria de la gent arreu del món s'oposa a l'ús de la tortura en general. Alguns tenen opinions categòriques sobre la tortura; per a altres, l'acceptabilitat de la tortura depèn de la víctima. El suport a la tortura en casos concrets es correlaciona amb la creença que la tortura és eficaç i s'utilitza en casos de bombes de rellotgeria. Les dones tenen més probabilitats d'oposar-se a la tortura que els homes. Les persones no religioses tenen menys probabilitats de donar suport a l'ús de la tortura que les persones religioses, tot i que per a aquest últim grup, l'augment de la religiositat augmenta l'oposició a la tortura. Els trets de personalitat de l'autoritarisme de dreta, l'orientació a la dominació social i el retributivisme estan correlacionats amb un major suport a la tortura; l'adopció de valors democràtics com la llibertat i la igualtat redueix el suport a la tortura. L'opinió pública és més favorable a la tortura, de mitjana, als països amb ingressos per càpita baixos i alts nivells de repressió estatal. L'opinió pública és una limitació important a l'ús de la tortura per part dels estats.

## Prevenció

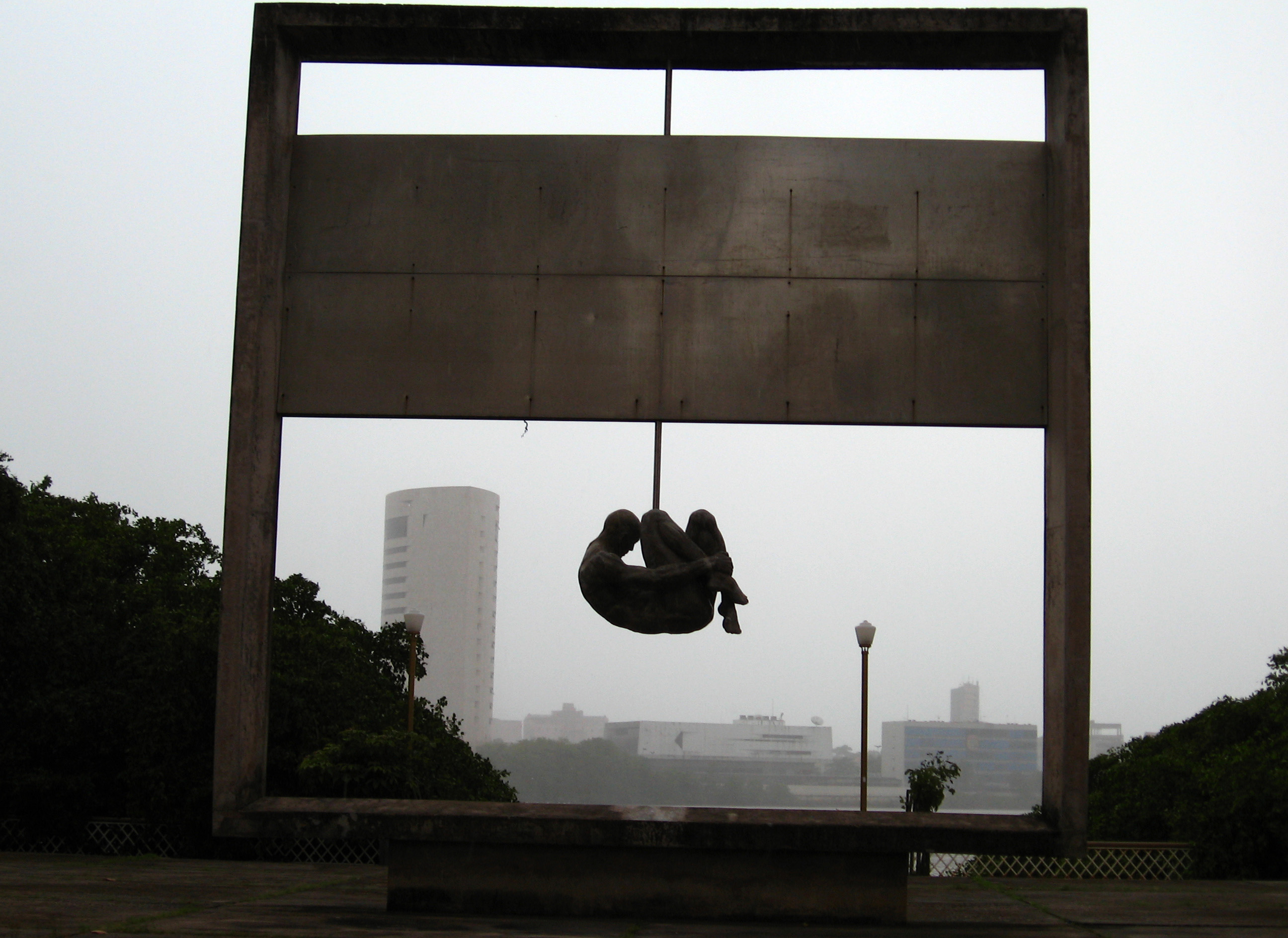
El Monument a la Tortura Nunca Mais al Brasil, de l'escultor pt, presenta el cos d'un home nu en la posició del pau d'arara.

La prevenció de la tortura es complica tant per la falta de comprensió sobre per què es produeix la tortura com per la manca d'aplicació del que se sap. La tortura prolifera en situacions d'incomunicació. Com que el risc de tortura és més alt directament després d'una detenció, les garanties procedimentals, com ara l'accés immediat a un advocat i la notificació als familiars d'una detenció, són les formes més efectives de prevenció. Les visites d'organismes de control independents als llocs de detenció també poden ajudar a reduir la tortura. Els canvis legals que no s'apliquen a la pràctica tenen poc efecte sobre la incidència de la tortura. Els canvis legals poden ser especialment ineficaços en llocs on la llei té una legitimitat limitada o s'ignora habitualment.
Sociològicament, la tortura funciona com una subcultura, frustrant els esforços de prevenció perquè els torturadors poden trobar una manera d'esquivar les normes. Les salvaguardes contra la tortura durant la detenció es poden eludir colpejant els sospitosos durant els atemptats o de camí a la comissaria. La formació general de la policia per millorar la seva capacitat per investigar el crim ha estat més eficaç per reduir la tortura que la formació específica centrada en els drets humans. Les reformes de la policia institucional han estat efectives quan els abusos són sistemàtics. El politòleg Darius Rejali critica la investigació sobre la prevenció de la tortura per no esbrinar "què fer quan la gent és dolenta; les institucions corruptes i amb poc personal; i la violència en sèrie és habitual".

## Tortura en les arts
La pel·lícula de Pilar Miró "El crimen de Cuenca" mostra un fet real de tortures que van rebre uns camperols espanyols a la presó.